# Tip-Tip
Die Tip-Tip-Technik ist eine frühe Art der Funkfernsteuerung im Modellbau von Schiffen, Flugzeugen und Autos mit per Tastern oder binär schaltenden Joysticks gegenläufigen Impuls-Signalen. Diese Art der Fernsteuerungen kam in den 1950er Jahren auf, um Schiffs- und Flugmodelle fernsteuern zu können.

## Funktionsweise
„Tip-Tip“ bedeutet im Wesentlichen, jeweils eine Funktion mit einem Paar bzw. zwei gegenläufigen Tastern anzusteuern. Zum Beispiel kann man das Schiffsruder mit einem „Tip“-Impuls etwas mehr nach rechts steuern, mit dem anderen „Tip-Taster“ wieder mehr zur neutralen Lage oder darüber hinaus steuern. Hier wird das Stellergebnis nach „Tip-Ende“ beibehalten. Ähnlich funktionieren auch Steuerungen der Drehzahl von Antriebsmotoren. Kurzer Tip beschleunigt, ein langer Tip hingegen lässt erst den Motor langsamer drehen und dann per Umschalter in die andere Drehrichtung laufen.
Mittels einer anderen „Tip-Tip“-Funktion werden selbstneutralisierende Ruder zum Ausschlag gebracht, die nach Ende des Signals wieder in die Neutrallage zurückgehen, z. B. mittels Federeinwirkung. Die Neutrallage selbst kann gegebenenfalls ergänzend von einer weiteren „Tip-Tip“-Funktion wie beim oben erwähnten Schiffsruder justiert werden.
Die Tip-Tip-Anlagen ermöglichten bereits vor dem Aufkommen der digitalen Steuerungen ein einfaches Steuern mehrerer Bewegungsachsen. Bekannte Vertreter der Tip-Tip-Steuerungen waren die von Graupner Modellbau zusammen mit der Grundig AG entwickelten Variophon-Varioton-Steuerungen und die Fernsteueranlagen Metz Mecatron der ebenfalls aus Fürth stammenden Elektronikfirma Metz.